# 소프트웨어 연합

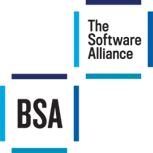

소프트웨어 연합(Software Alliance) 또는 BSA는 상용 소프트웨어 제조사들을 대표하기 위해 1988년 마이크로소프트가 설립한 동업 조합이다. 국제지적재산권연맹(International Intellectual Property Alliance) 소속이다. 주요 활동은 연합 회원들이 제작하는 소프트웨어의 저작권 침해 방지를 시도하는 것이다. 처음에는 비즈니스 소프트웨어 얼라이언스(Business Software Alliance)라는 이름으로 설립된 이 단체는 2012년 10월 단체 명칭에서 "비즈니스"라는 표기를 제거하였고 자칭 "BSA | The Software Alliance"로 표현하고 있다.
회원 기업의 소프트웨어 수익, 그리고 성공적인 저작권 침해 방지를 통해 소송 합의를 통한 이득에 기반하여 기금 지원을 받는다. 수많은 마이크로소프트 EULA에는 사용자들이 소프트웨어 기업들의 감사(audit)에 동의할 것을 요구하는 절이 포함되어 있다.

## 회원
회원 목록은 다음을 포함한다: Official Member List
- AVEVA(Aveva)
- 컴퓨웨어(Compuware)
- 코렐
- 카스퍼스키 랩
- 프로그레스 소프트웨어
- 쿼크
- 퀘스트 소프트웨어
- 솔리드웍스
- 사이베이스
- 테크스미스